# Фрідріх Беке
Фрідріх Йоганн Карл Бекке (31 грудня 1855, Прага — 18 червня 1931, Відень) — австрійський мінералог і петрограф.

## Життєпис
Після навчання у Віденському університеті, де він спеціалізувався на природничих науках, він став там викладачем геології. У 1882 році він був призначений професором Чернівецького університету. Через вісім років він отримав подібне призначення в Празі, але незабаром після цього поїхав до Відня, де став професором мінералогії, змінивши на цій посаді Густава Чермака фон Зейсенега, редактора періодичного видання Mineralogische und Petrographische Mittheilungen. Він опублікував багато статей з науки про геологію та мінералогію, але він був найбільш відомий завдяки своїм дослідженням у галузі породотвірних мінералів і того, як їх можна визначити за допомогою їх світлозаломлювальних властивостей. Результати цих досліджень були опубліковані Віденською академією (1893).
Серед його докторантів Адельгейд Кофлер.